# Wicklow Head
Koordinaten: 52° 57′ 55″ N, 5° 59′ 8″ W

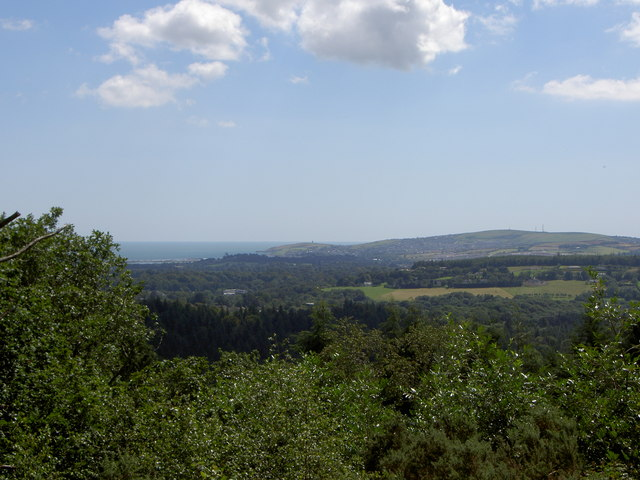
Blick vom im Norden gelegenen Devil’s Glen auf Wicklow und Wicklow Head

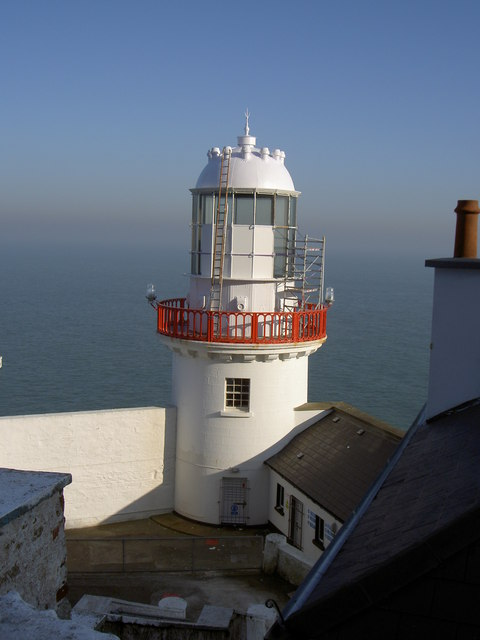
Der östliche Leuchtturm von Wicklow Head – Standort am östlichsten Punkt der Republik Irland

Wicklow Head (irisch Ceann Chill Mhantáin) ist der östlichste Punkt des Festlandes der Republik Irland.

## Lage
Wicklow Head ist eine 83 m hohe Landzunge, die sich etwa 3 km südöstlich der irischen Stadt Wicklow in der Grafschaft Wicklow befindet. Sie ist gekennzeichnet durch zwei Leuchttürme, die am 1. September 1781 in Betrieb genommen wurden. Einer befindet sich an der Meerseite, der andere Landseits der Anhöhe, an der sich Reste einer englisch-normannischen Befestigungsanlage befinden.

## Wissenswertes
Wicklow Head diente als Drehort für das 1998 gedrehte irische Filmdrama Der amerikanische Neffe.